# Langues wintuanes
Les langues wintuanes (ou wintun) sont une famille de langues amérindiennes parlées en Californie dans la région de la vallée de Sacramento. 
Cette famille de langues est incluse dans l'hypothétique groupe pénutien.

## Histoire du wintuan
Selon Whistler (1977), les ancêtres des Wintuans ne sont pas originaires de la région de Californie où on les trouve actuellement. L'étude du vocabulaire montre des emprunts aux langues voisines dans les domaines de la flore et de la faune, ce qui indique une origine géographique extérieure. Pour Whistler, suivi en cela par Shepherd, le lieu d'origine des Wintuans pourrait être dans les bassins des rivières Rogue, Klamath ou Umpqua.
Les langues wintuanes se sont différenciées il y a 2 000 à 2 500 ans.

## Classification
Les langues wintuanes sont au nombre de quatre, séparées en deux groupes : 
- Groupe du wintuan du Nord
  - Wintu
  - Nomlaki
- Groupe du patwin
  - Patwin
  - Patwin du Sud ou suisun

## Proto-wintuan
Les tableaux présentent les phonèmes reconstitués pour le proto-wintuan par Shepherd. La notation n'est pas celle de l'API, mais celle dite « américaniste » des linguistes nord-américains.

### Voyelles
|         | Antérieure | Centrale | Postérieure |
| ------- | ---------- | -------- | ----------- |
| Fermée  | *i *iˑ     |          | *u *uˑ      |
| Moyenne | *e *eˑ     |          | *o *oˑ      |
| Ouverte |            | *a *aˑ   |             |

### Consonnes
|               |               | Bilabiale | Dentale | Latérale | Palatale | Vélaire | Uvulaire | Glottale |
| ------------- | ------------- | --------- | ------- | -------- | -------- | ------- | -------- | -------- |
| Occlusives    | Sourdes       | *p        | *t      |          |          | *k      | *q       | *ʔ       |
| Occlusives    | Aspirées      | *pʰ       | *tʰ     |          |          |         | *qʰ      |          |
| Occlusives    | Glottales     | *pʼ       | *tʼ     |          |          | *kʼ     | *qʼ      |          |
| Occlusives    | Sonores       | *b        | *d      |          |          |         |          |          |
| Fricatives    | Fricatives    |           | *s      | *ł       |          | *x      | *x̣       | *h       |
| Affriquées    | Sourdes       |           |         |          | *č       |         |          |          |
| Affriquées    | Aspirées      |           |         |          | *čʰ      |         |          |          |
| Affriquées    | Glottales     |           |         | *λʼ      | *čʼ      |         |          |          |
| Nasales       | Nasales       | *m        | *n      |          |          |         |          |          |
| Liquides      | simples       |           |         | *l       |          |         |          |          |
| Liquides      | roulée        |           |         | *r       |          |         |          |          |
| Semi-voyelles | Semi-voyelles | *w        |         |          | *y       |         |          |          |